# Альтьери, Лоренцо
Лоренцо Альтьери (итал. Lorenzo Altieri; 10 июня 1671, Рим, Папская область — 3 августа 1741, там же) — итальянский куриальный кардинал. Кардинал-дьякон с 13 ноября 1690, с титулярной диаконией Санта-Мария-ин-Аквиро с 27 ноября 1690 по 8 июня 1707. Кардинал-дьякон с титулярной диаконией Сан-Никола-ин-Карчере с 8 июня 1707 по 14 ноября 1718. Кардинал-дьякон с титулярной диаконией Сант-Агата-ин-Субурра с 14 ноября 1718 по 24 июля 1730. Кардинал-дьякон с титулярной диаконией Санта-Мария-ин-Виа-Лата с 24 июля 1730 по 3 августа 1741. Кардинал-протодьякон  с 24 июля 1730 по 3 августа 1741. 